# Vastagcsőrű lumma
A vastagcsőrű lumma (Uria lomvia) a madarak osztályának a lilealakúak (Charadriiformes) rendjéhez és az alkafélék (Alcidae) családjához tartozó faj.

## Rendszerezése
A fajt Carl von Linné svéd természettudós írta le 1758-ban, az Alca nembe Alca Lomvia néven.

## Alfajai
- Uria lomvia arra (Pallas, 1811)
- Uria lomvia eleonorae Portenko, 1937
- Uria lomvia heckeri Portenko, 1944
- UriaUria lomvia lomvia (Linnaeus, 1758)

## Előfordulása
Az északi féltekén, Kanada, Alaszka, Grönland, Észak-Európa és Oroszország területén honos.
Természetes élőhelyei a sziklás tengerpartok és szigetek, valamint a nyílt óceán. Vonuló faj.

## Megjelenése
Testhossza 43 centiméter, szárnyfesztávolsága 65–73 centiméter, testtömege 750-1481 gramm. Csőre vastagabb és rövidebb, mint ismertebb rokonáé, a lummáé és egy fehér csikk van a csőrszöglet és az orrnyílás között.

## Életmódja
Tápláléka halakból, rákokból és tintahalakból áll.

## Szaporodása
E madár társas lény, a költési időszakban nagy kolóniákat alkot, március vége és  május között. Évente egyszer költ. Egy fészekaljban egyetlen 75–78 milliméteres fehér tojás van, amely csúcsban végződik. A tojáson mindkét szülő felváltva kotlik 30–35 napig. A fiatal madarak 19–20 nap után hagyják el a fészket, levetik magukat a szikláról, így kezdenek el repülni.
|  |  |

## Természetvédelmi helyzete
Az elterjedési területe rendkívül nagy, egyedszáma pedig növekszik. A Természetvédelmi Világszövetség Vörös listáján nem fenyegetett fajként szerepel.